# 1336 هـ
1336 هـ هي سنة في التقويم الهجري امتدت مقابلةً في التقويم الميلادي بين سنتي 1917 و1918.

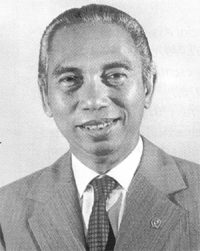
آدم مالك

## أحداث
- الولايات المتحدة تنضم إلى الحرب العالمية الأولى بجانب الحلفاء.
- إيطاليا بمساعدة من فرنسا والولايات المتحدة تقوم بتدمير القوات العثمانية فيها وتحرر اليونان.
- فرنسا تدمر القوات الألمانية غرب برلين ب300كم.
- صدور وعد بلفور بإقامة وطن لليهود في فلسطين.
- الشعوية تسيطر على روسيا وتحولها إلى الأتحاد السوفيتي.
- الاتحاد السوفيتي يوقع اتفاقية تعاون وصداقة مع ألمانيا.
- ألمانيا تهاجم القوات الفرنسية بقوة كبيرة غرب برلين.
- بريطانيا تحرر صربيا من الاحتلال النمساوي.
- الولايات المتحدة تقوم ببث الإذاعة رسميا.
- بريطانيا تقوم باحتلال فلسطين والعراق.
- الدولة العثمانية تصغر من القوات التركية التي تهاجمها.
- تولي الملك فؤاد ملك مصر الحكم في مصر.
- تولي سالم المبارك الصباح الحكم في الكويت، بعد وفاة أخيه أمير الكويت جابر بن مبارك الصباح.
- النمسا تستسلم في الحرب العالمية الأولى.

## مواليد
- أحمد الشرباصي
- المصطفوي
- زهيرة عابدين
- عبد الفتاح أبو غدة
- محمد الحسيني الروحاني
- محمد محمود ولد الشيخ زيدان
- محمد بن أحمد العقيلي
- آدم مالك
- إبراهيم الياسين
- جاك تاجر
- حسن المصطفوي
- حمود عباس المؤيد
- عبد العزيز بن عبد المحسن التويجري
- عبد الهادي الحافظ
- محمد بن أحمد باشميل
- محمد بن تاويت التطواني
- منصور بن عبد العزيز آل سعود
- يحيى خان
- تمام حسان

## وفيات
- أحمد مختار باشا
- أديب الممالك الفراهاني
- أريستيد مار
- إلياس الفران
- بتنر
- جاستون ماسبيرو
- حسين بن مبيريك الغانمي
- حيدر مرتضى
- عبد الرحمن الحوت
- عبد الكريم سلمان
- فرانسيسكو كوديرا
- ليليوكالاني
- مصطفى الكاشاني
- هارون بن عبد الرازق
- يوليوس فلهاوزن
- 18 رمضان - أحمد الهيبة، فقيه ومجاهد مغربي.